# La Moneda
Le palais de la Moneda (en espagnol : Palacio de la Moneda, « palais de la Monnaie ») ou simplement la Moneda (« La Monnaie »), à Santiago, est le siège de la présidence du Chili.

## Situation
Le palais s'élève au centre de Santiago, sur la place de la Citoyenneté et le côté nord de l'avenue du Libérateur Bernardo O'Higgins.

## Histoire
Le palais, utilisé à son origine comme hôtel des finances, où l'on frappait monnaie, est dessiné par l'architecte italien Joaquín Toesca. Sa construction débute en 1784 et il est inauguré en 1805.
En juin 1845, sous la présidence de Manuel Bulnes, il devint le siège du gouvernement et la résidence du président de la République, meublée comme un palais français du XVIIIe siècle. En 1930, fut aménagée une place côté nord du palais, la place de la Constitution (Plaza de la Constitución). Plus récemment, en janvier 2006, fut inaugurée la place de la Citoyenneté (Plaza de la Ciudadanía, anciennement Plaza de la Libertad), qui accueille désormais un centre culturel. Ces travaux entrent dans le cadre de la célébration du bicentenaire du Chili qui prend fin le 10 septembre 2010.
La Moneda fut endommagée par les bombardements du coup d'État du 11 septembre 1973 dirigé par Augusto Pinochet. C'est dans ses murs que Salvador Allende, alors président de la République, se suicide.
Elle fut restaurée et réhabilitée le 11 mars 1981. L'ancien président de la République Ricardo Lagos a décidé d'ouvrir la Moneda au public. Il est possible de le visiter pendant certaines heures de la journée.
En 2001, le président Ricardo Lagos a fait rénover la façade de la Moneda ; des fragments de balles tirées le 11 septembre 1973 lors du coup d'État ont été retrouvés. La Moneda a été repeinte en blanc.
Actuellement, la Moneda est le siège de la présidence de la République et de trois ministères, dont celui de l'Intérieur, ainsi que du secrétariat général de la Présidence et du gouvernement.

Panorama de la place de la Citoyenneté (Plaza de la Ciudadanía) avec la Moneda au centre.